# Ruský twist
Ruský twist je cvikem pro břišní svaly. Sedí se vzpřímeně na zemi s lehce ohnutýma nohama, uchopí se závaží oběma rukama a horní částí trupu se otočí doleva a poté doprava, nutné mít v průběhu cviku vždy rovná záda a v každé krajní pozici je nutné pobýt 2 vteřiny.[zdroj⁠?!]